# Nerio Rodríguez
Nerio Rodríguez (nacido el 4 de marzo de 1971 en San Pedro de Macorís) es un lanzador dominicano que se encuentra en la agencia libre. Rodríguez jugó en las Grandes Ligas de Béisbol de 1996 a 2002. Jugó de 1996 a 1999 para los Orioles de Baltimore y Azulejos de Toronto. En 2002, jugó para los Cardenales de San Luis y los Indios de Cleveland. Jugó con los Uni-President 7-Eleven Lions en Taiwán en 2009 donde terminó con 1-0 y efectividad de 3.60 en 4 aperturas.
En 2007 con los Acereros del Norte, Rodríguez en la Liga Mexicana tuvo un récord de 13-3 con una efectividad de 2.62, suficiente para obtener un puesto en el equipo de la Zona Norte en el Juego de Estrellas de la LMB y ser seleccionado como el Pitcher del año. Superó esto en 2008, con un récord de 17-3 y una efectividad de 2.54 en 20 partidos, de nuevo fue seleccionado para el equipo de la Zona Norte en el Juego de Estrellas de la LMB y como el Pitcher del año. Raramente, Rodríguez recibió una decisión en  todos los 20 partidos que lanzó. Liberado en 2011 por los Acereros, pero firmó con los Diablos Rojos del México en mayo de 2011.
En la Liga Dominicana, Rodríguez debutó con las Estrellas Orientales en 1996, pasando a los Leones del Escogido en el 2000.

## Vida personal
Rodríguez y su esposa Ana Calcaño residen en Santo Domingo, República Dominicana, con sus 4 hijos: Nerio Jr., Neuri Calcaño, Ana Yanerisy Aneudys Calcaño.